# Holacanthella duospinosa
Holacanthella duospinosa är en urinsektsart som först beskrevs av John Tenison Salmon 1942.  Holacanthella duospinosa ingår i släktet Holacanthella och familjen Neanuridae. Inga underarter finns listade i Catalogue of Life.